# Morella rotundata
Morella rotundata är en porsväxtart som först beskrevs av Julian Alfred Steyermark och Maguire, och fick sitt nu gällande namn av Parra-os. Morella rotundata ingår i släktet Morella och familjen porsväxter. Inga underarter finns listade i Catalogue of Life.